# 拉蒙特-多爾蒂地球觀測所

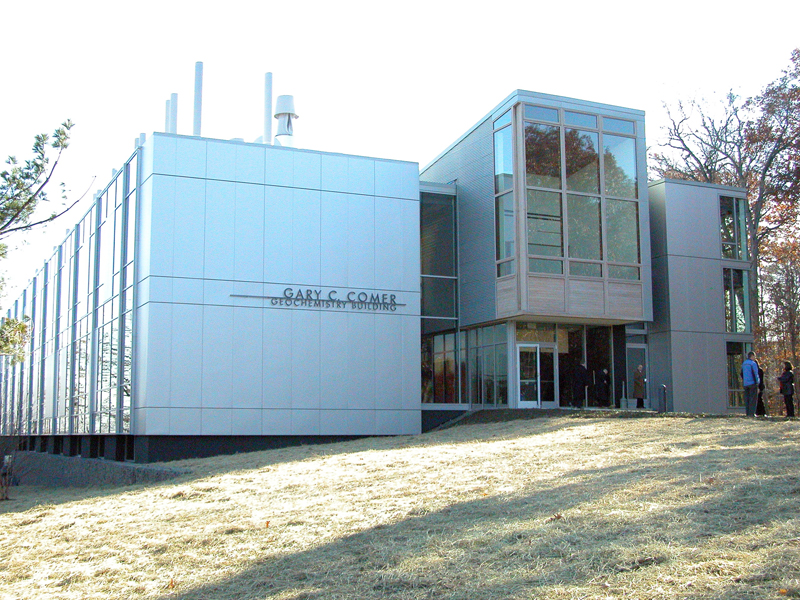

拉蒙特-多爾蒂地球觀測所（英語：Lamont-Doherty Earth Observatory，縮寫：LDEO）是哥倫比亞大學地球研究所的一個單位, 也是一個氣候學院的科學研究中心。它專注於地球科學和氣候的研究。觀測所的校園，約189 英畝（64 公頃），座落於紐約帕利塞德（Palisades）。位於曼哈頓以北 18 英里（29 公里）的哈德遜河邊上。

#### 歷史
Lamont-Doherty 地球觀測所 (LDEO) 成立於 1949 年，當初名為拉蒙特地質觀測所（Lamont Geological Observatory），這命名是因爲該所建立於 由Thomas W. 和 Florence Haskell Corliss Lamont所捐贈給哥倫比亞大學的週末莊園。觀測所的創始人和第一任所長是 Maurice "Doc" Ewing，他是一位地震學家，因致力推動研究固體地球科學而被讚譽，這些研究包括使用聲波采集海底岩石和沈積物的構造成像圖。他也是第一個從海底採取沉積物岩心樣本的人， 目前採取沉積物岩心已是常見，并提供研究地球氣候和海洋溫鹽環流的重要資料。
1969 年，觀測所更名為 Lamont-Doherty，以紀念 Henry L. 和 Grace Doherty 慈善基金會捐贈的大筆基金； 1993 年，它又更名為拉蒙特-多爾蒂地球觀測所，以表彰觀測所從事更廣泛的地球科學領域的研究。拉蒙特-多爾蒂地球觀測所目前是哥倫比亞大學的地球科學研究中心，也是該大學的一個學術單位，培養博士和碩士學生。觀測所的目標是共同解決地球及其居民所面臨的複雜環境問題，特別關注及推進可持續發展的科學研究以及支持世界窮困地區的需求。
為了支持更廣泛的科學界的研究工作，Lamont-Doherty 操作運營運一條長235 英尺（72 m）的研究船 R/V Marcus Langseth，該船裝設有研究地質、地震、海洋和生物學等所需的設備儀器。 Lamont-Doherty 還擁有世界上最大的海洋沉積岩芯庫以及許多專業研究實驗室。

#### 使命宣言
哥倫比亞大學的拉蒙特-多爾蒂地球觀測所是世界領先的研究中心之一，致力於研究有關自然界起源、演化和未來的基礎知識。300 多名研究科學家和學生，在各個大陸和海洋中收集資料。在1971年，在觀測所研究的台灣大學地質系畢業生共達十一位。首創觀測所博士班歷史。他們的研究領域從最深處的地球到大氣層的外圍。從全球氣候變化到地震、火山活動、不可再生的資源、環境危害等。當面臨地球災害時，觀測所可為人類提供資料做一個合理的選擇。

#### 主要成就
Lamont-Doherty 科學家對地球科學做出了許多貢獻，其中包括：
對支持板塊構造和大陸漂移學說提供了第一個確鑿證據 。
首先解釋了大規模海洋環流系統在氣候突變中的影響。
提供了地球內核比地球其他部分旋轉得更快的第一個證據。
率先繪製全球海洋測深圖。
首先證明地球過去氣候的變化與地球自轉，軌道以及太陽輸能量出的變化有關
。
首次成功預測與厄爾尼諾事件相關的極端天氣。
首先使用地震儀檢測核爆炸，並繼續監測禁止核試工作。

開發了第一台月球地震儀，並最早分析月球的結構和構造活動。

#### 主要部門

##### 生物學和古環境
生物和古環境部 (BPE) 包括海洋學家、地質學家、地球化學家、生物學家和環境科學家，進行兩項相互關聯的研究。因為所有生物有機體都記錄了它們生存的環境，BPE 科學家就可利用生物學來找尋有關地球過去環境的線索。也研究現代環境如何影響當今的生物學。研究的主要來資料源，包括深海沉積物岩心（以及其所含的浮游植物和浮游動物化石）、珊瑚礁樣本和樹木年輪。

##### 地球化學
地球化學部是研究過去和現在支配地球環境的因素。 利用化學和同位素分析，研究空氣、水、生物遺骸、岩石和隕石樣本，以解決廣泛的科學問題。從世界貿易中心倒塌排放的微粒和化學污染物，到地球過去氣候的變化，以及與地幔和地核的分化和形成有關的基本化學過程。早期地球化學部門由Wallace S.Broecker Paul W.Gast
兩位科學家共同領導，他們指導的華人研究生包括顧德隆，李遠煇，孫賢鉥及彭宗宏等人，均爲台灣大學畢業生。

##### 海洋地質和地球物理學
顧名思義，海洋地質和地球物理學部 (MG&G) 的科學家主要研究是地球海底的結構和演化。 使用的科學儀器包括側掃聲納，衛星的遙感和多頻道地震測量來繪製地表和地下構造圖。 MG&G 研究人員的早期成功是發現了海底擴張，這就導致人們普遍接受地震是由板塊構造運動所造成的。 其他研究包括冰蓋和基岩之間的界面、哈德遜河中的沉積物運輸以及深海中的隕石撞擊等。這部門早期由 James D. Hays Lynn R. Sykes兩位科學家共同領導，他們指導的華人研究生包括陳培心等人，為部門博士班首届華人。

##### 地震學、地質學和構造物理學部（SGT)
研究範圍包括地震學、地質學和構造物理學，以及專門研究理論和觀測地震學、固體地球動力學、岩石力學、構造地質學，以及沉積地質學。研究目是了解地震起因， 地殼、地幔和地核的結構， 以及板塊構造的運動和變形。 此外，該部門還為科學界提供多個共享設施。 SGT 與美國地質調查局合作，在美國東北部設置地震儀網絡，與美國國家科學基金會 (NSF) 開展海底地震學研究，並為世界各地的政府和學術研究人員提供準確的震源資料。

##### 海洋運營辦公室和 R/V Marcus G. Langseth
Lamont-Doherty 的航海研究始於 1953 年，當時收購了 R/V Vema，並成立了一個小組來支持研究任務。 今天，此辦公室負責監督最新研究船 R/V Marcus Langseth 。該船利用各種地球物理成像系統收集地球物理和海洋學資料。

##### 地球與環境科學系
地球與環境科學系 (DEES) 是哥倫比亞大學的教育部門，位於拉蒙特-多爾蒂校區，旨在培養在大學和巴納德學院就讀的研究生和本科生。 DEES 的 Lamont-Doherty 辦公室主要支持該系的研究生課程，但許多本科生也在觀測所上課並進行研究。 每年均有80 到 90 名博士班研究生。在1971年，在觀測所研究的台灣大學地質系畢業生共達十一位。首創觀測所博士班歷史。研究生攻讀的專業學位，包括水地球化學、大氣科學、氣候科學、生態生理學、地質學、古氣候學、古生物學、物理海洋學、固體地球物理學和固體地球化學。 Lamont-Doherty 的具體項目由哥倫比亞和紐約都會區其他教育附屬機構進行合作。

##### 岩芯儲庫
Lamont-Doherty Core Repository 是一個海底采集的沉積物岩芯和岩石的儲存庫，也是數字數據的檔案庫。 存儲庫的岩芯采自各大洋，總長超過 72,000 米。 為研究地球氣候和環境，以及用於教育目的提供所需標本。

##### 樹環實驗室
樹輪實驗室 (TRL) 致力於應用世界各地的樹輪研究，以增進對地球過去氣候和環境歷史的了解。目前的研究集中在使用網絡年輪數據研究區域氣候、全球氣候，和人為因素對樹木生長的影響，以及開發新的定量技術。

##### 海底地震實驗室
海底地震學 (OBS) 實驗室與 NSF 的國家共享海底地震儀儀器 (OBSIP) 合作，開發和操作測量海底變形的儀器。這些儀器所收集的資料，是研究諸如海底擴張和新地殼形成、海底下的對流和熱液過程以及俯衝板塊的消失等現象。

##### 拉蒙特合作地震台網
Lamont-Doherty 合作地震台網 (LCSN) 在康涅狄格州、特拉華州、馬里蘭州、新澤西州、紐約州、賓夕法尼亞州和佛蒙特州等七個州，操作40個地震台站，用以監測美國東部的地震。該網絡是高級國家地震系統 (ANSS)之一，也提供地震災害的關鍵資料于美國地質勘探局。它還為地震網站提供專業人員訓練。

##### 數據庫和存儲庫
Lamont-Doherty 擁有廣泛的地球物理數據庫和知識庫，有助於科學研究、教育和推廣。 許多數據庫都可以在線獲取，實體標本對世界各地開放索取。館藏的數字資料庫目前也日益增加。